# Deutsche Journalistenschule
Die Deutsche Journalistenschule (DJS) ist eine von Verlagen und sonstigen Medienunternehmen unabhängige Journalistenschule in München.

## Finanzierung
Die DJS bildet Redakteure aus, sie zahlt keine Ausbildungsvergütung und verlangt auch kein Schulgeld. Träger sind 54 Einrichtungen, darunter der Bayerische Journalisten-Verband, der Deutsche Journalisten-Verband, die Deutsche Journalistinnen- und Journalisten-Union, der Verband Bayerischer Zeitungsverleger, die Bayerische Landeszentrale für neue Medien, mehrere politische Parteien sowie diverse große Verlage und Fernsehsender. Die Schule erhält zusätzlich Gelder vom Presse- und Informationsamt der Bundesregierung, dem Freistaat Bayern und der Landeshauptstadt München. Für die Praxis-Ausbildung der Studentenklassen übernimmt die Ludwig-Maximilians-Universität München einen Teil der Kosten.

## Geschichte

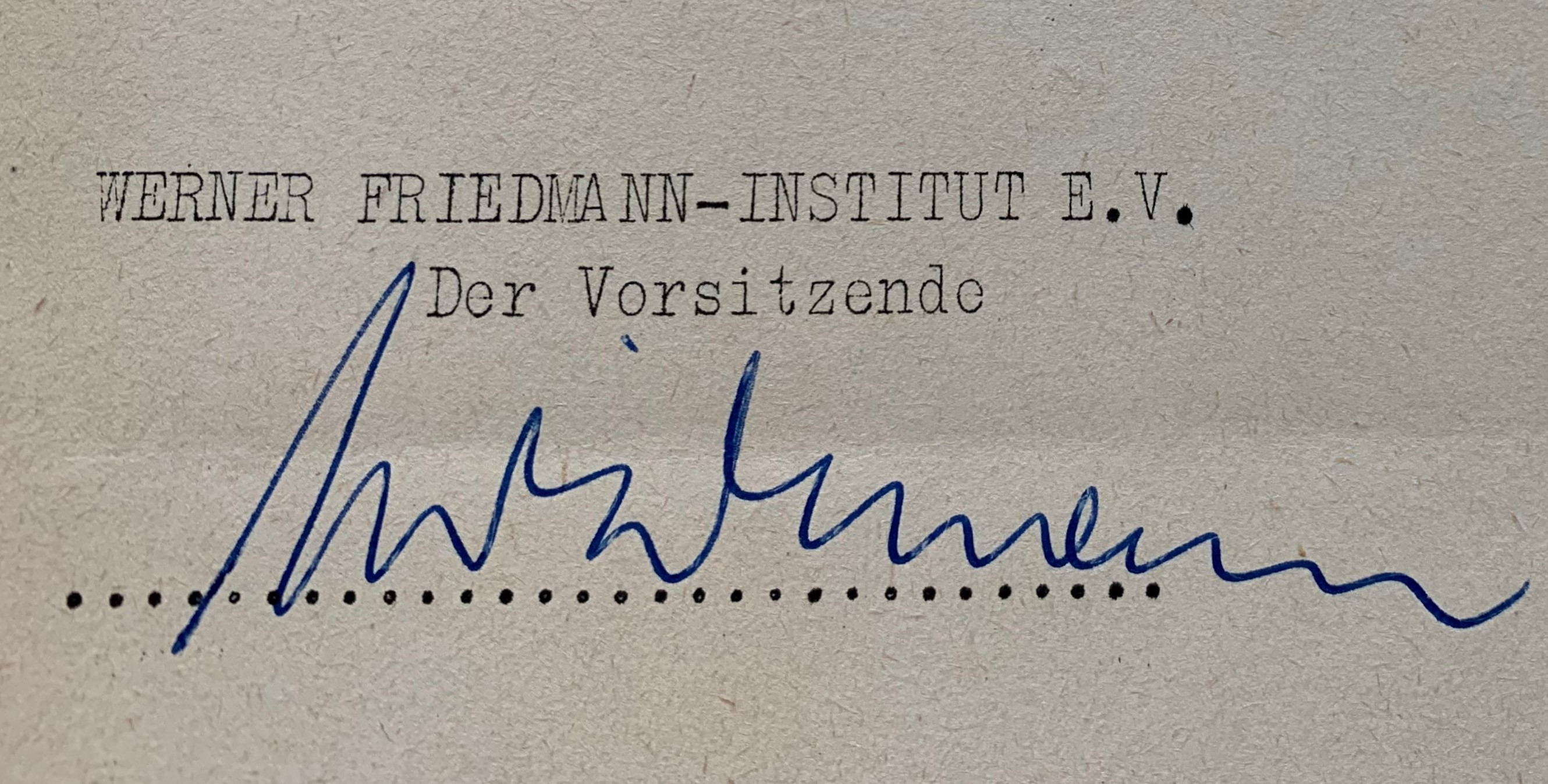
Signatur Werner Friedmann

Das Werner Friedmann-Institut wurde am 29. April 1949 von Werner Friedmann, dem damaligen Chefredakteur der Süddeutschen Zeitung und Herausgeber der Abendzeitung, in München gegründet. Friedmann entwarf die Schule nach dem Vorbild der Graduate School of Journalism der Columbia University in New York City, die er während einer sechswöchigen USA-Reise besuchte. Er wollte Journalismus nicht von Akademikern in Hörsälen, sondern von gestandenen Journalisten in „Lehrredaktionen“ unterrichten lassen. Zu den Dozenten gehörten zu dieser Zeit Immanuel Birnbaum, Hermann Proebst, Martin E. Süskind und Wolf Schneider.
Zu diesem Zeitpunkt existierten in München bereits die Journalistischen Vorbildungskurse unter der Leitung von Otto Groth, der ab 1946 mit Hilfe einer Reihe älterer Journalisten aus der Zeit der Weimarer Republik und der ausdrücklichen Förderung der US-Besatzungsmacht das drängende Nachwuchsproblem des deutschen Nachkriegs-Journalismus zu lösen half.
DJS wurde am 17. September 1959 als eingetragener und gemeinnütziger Verein gegründet. Die Schule war seit dieser Zeit bis 2012 am Altheimer Eck 3 in München untergebracht, neuer Standort seit April 2012 ist das SV-Hochhaus des Süddeutschen Verlags. Die DJS ging aus der ersten Schule für journalistische Praxis der Bundesrepublik, dem Werner-Friedmann-Institut, hervor.
Die DJS orientiert sich noch heute an Friedmanns Zielen, Ideen und Methoden. Der damalige Leiter des Instituts, Rolf Meyer, wurde 1959 erster Leiter der DJS. Am 3. November 1961 begannen die 15 Teilnehmer der ersten Lehrredaktion der DJS ihre Ausbildung. Schulleiter war von 1971 an Jürgen Frohner, von 1994 an dann erstmals eine Frau, Mercedes Riederer. Ab 2002 leitete Ulrich Brenner die Schule, von 2011 bis 2017 Jörg Sadrozinski. Im Juli 2017 hat wieder eine Frau die Leitung der Schule übernommen: Henriette Löwisch.
Die DJS ist Gründungsmitglied im MedienCampus Bayern, dem Dachverband für die Medienaus- und -weiterbildung in Bayern.

## Ausbildung
Pro Jahr nimmt die Schule 45 Schüler in die breite Ausbildung zum Print-, Hörfunk-, Fernseh- und Online-Redakteur auf. In einem zweistufigen Bewerbungsverfahren reichen die Bewerber (mehr als 2.000 Interessierte fordern jährlich die Bewerbungsunterlagen an) zunächst selbst verfasste Reportagen ein, 150 Bewerber werden anschließend zu einem zweitägigen Bewerbungstest nach München eingeladen. Es gibt zwei Ausbildungswege. Man besucht entweder eine 15-monatige Kompaktausbildung oder einen viersemestrigen Masterstudiengang, der jedoch ein bereits abgeschlossenes Hochschulstudium (Bachelor, Magister, Diplom, Staatsexamen) voraussetzt.
Die Kompaktausbildung besteht aus mehrmonatigen Ausbildungsabschnitten zu Print, Hörfunk, Fernsehen und Crossmedia und zwei jeweils dreimonatigen Praktika, das erste in der Regel bei einer Tageszeitung oder in einer tagesaktuellen Onlineredaktion, das zweite bei Zeitschriften, beim Rundfunk oder beim Fernsehen.
Im viersemestrigen Masterstudiengang Journalismus kooperiert die DJS mit dem Institut für Kommunikationswissenschaft und Medienforschung der Ludwig-Maximilians-Universität München. Die an der DJS absolvierten praktischen Ausbildungsblöcke und die zwei obligatorischen Praktika werden als Studienleistungen anerkannt und durch kommunikations- und medienwissenschaftliche Seminare, Vorlesungen und Übungen ergänzt.
Auf dem Stundenplan stehen neben Ressortkunde die verschiedenen journalistischen Stilformen – von der Nachricht über die Reportage bis zum Kommentar. Auch Online-Journalismus und crossmedialer Journalismus werden unterrichtet. Die Dozenten sind erfahrene Journalisten, unter anderem von der Süddeutschen Zeitung und dem Bayerischen Rundfunk. Die technische Ausstattung an der Schule entspricht der in modernen Zeitungs-, Hörfunk- und Fernsehredaktionen.

## Absolventen (Auswahl)
- Götz Aly (* 1947), Historiker und Publizist
- Jon Christoph Berndt (* 1969), Unternehmer und Coach
- Christa von Bernuth (* 1961), Journalistin und Autorin
- Markus Bickel (* 1971), Journalist und Autor
- Maxim Biller (* 1960), Schriftsteller
- Claus-Erich Boetzkes (* 1956), Moderator Tagesschau (ARD)
- Ralph Bollmann (* 1969), Buchautor, Journalist, taz – die tageszeitung
- Alice Bota (* 1979), Journalistin, Buchautorin, Die Zeit
- Ulrich Brenner (* 1946), ehemaliger Leiter der DJS
- Tilmann Bünz (* 1957), Buchautor und ehemaliger Auslandskorrespondent der ARD
- Leo Busch (* 1968), Moderatorin, n-tv
- Horst von Buttlar (* 1975), Journalist, Wirtschaftswoche
- Rainer Esser (* 1957), Geschäftsführer, Die Zeit
- Heike Faller (* 1971), Journalistin und Autorin
- Norbert Frei (* 1955), Historiker
- Konstantin Flemig (* 1988), Kriegsreporter
- Dirk von Gehlen (* 1975), Journalist
- Holger Gertz (* 1968), Journalist, Süddeutsche Zeitung
- Richard Gutjahr (* 1973), Moderator und Blogger
- Axel Hacke (* 1956), Buchautor, Kolumnist, SZ-Magazin
- Alice Hasters (* 1989), Journalistin und Buchautorin
- Michael Herl (* 1959), Autor und Moderator
- Wolfgang Herles (* 1950), ehemaliger Redaktionsleiter, ZDF aspekte
- Volker Herres (* 1957), ehemaliger Programmdirektor Das Erste
- Paul Hertzberg (* 1990), Journalist und Buchautor
- Judith Liere (* 1979), Autorin und Co-Leiterin des Kultur-Ressorts bei Die Zeit
- Brigitte Huber (* 1964), Chefredakteurin der Brigitte-Gruppe
- Günther Jauch (* 1956), Moderator, RTL
- Kurt Kister (* 1957), ehemaliger Chefredakteur, Süddeutsche Zeitung
- Timm Klotzek (* 1973), Chefredakteur, SZ-Magazin
- Joachim Knuth (* 1959), Intendant, NDR
- Wolfgang Koydl (* 1952), Redakteur, Weltwoche
- Ludger Kühnhardt (* 1958), Direktor des Zentrums für Europäische Integrationsforschung (ZEI) und Professor für Politische Wissenschaft an der Universität Bonn
- Walther von La Roche (1936–2010), früherer Nachrichtenchef Hörfunk, Bayerischer Rundfunk, Journalismus-Lehrer
- Stephan Lebert (* 1961), Reporter (Die Zeit) und Buchautor
- Sandra Maischberger (* 1966), Moderatorin, ARD
- Matthias Matussek (* 1954), ehemaliger Leiter des Kulturressorts beim SPIEGEL
- Juan Moreno (* 1972), Journalist
- Till Nassif (* 1971), Fernseh- und Radiomoderator (Planet Wissen, Cosmo TV)
- Stefan Niggemeier (* 1969), Mitgründer Bildblog und Übermedien
- Nadja Ofuatey-Alazard, Kulturaktivistin, Herausgeberin und Filmemacherin
- Denise Peikert (* 1986), Journalistin und Autorin
- Jan-Eric Peters (* 1965), Geschäftsführer NZZ Deutschland
- Andreas Petzold (* 1955), Chefredakteur des stern
- Ulf Poschardt (* 1967), Chefredakteur Welt Die Welt
- Christian Rickens (* 1971), Wirtschaftsjournalist und Schriftsteller
- Mercedes Riederer (* 1952), ehemalige Chefredakteurin Hörfunk, Bayerischer Rundfunk
- Carolin Schuhler (* 1965), ehemalige Cosmopolitan-Chefredakteurin und Autorin
- Zuhal Soyhan (* 1965), Journalistin, Bayerischer Rundfunk
- Holger Stark (* 1970), Buchautor, Korrespondent des SPIEGEL in Washington
- Manuel Stark (* 1992), Journalist und Autor
- Helmut Stegmann (1938–1997), ehemaliger Chefredakteur der tz
- Philipp Ther (* 1967), Professor für Geschichte, Wien
- Wolfgang Uchatius (* 1970), Ressortleiter Dossier, Die Zeit
- Anne Urbauer, Chefredakteurin Country und Mini International Magazin
- Vanessa Vu (* 1991), Journalistin (u. a. Zeit Online), Podcasterin („Rice and Shine“)
- Annabel Wahba (* 1972), Journalistin (u. a. Tagesspiegel, Die Zeit)
- Marie Waldburg (* 1948), Gesellschaftskolumnistin, Bunte
- Jan Weiler (* 1967), Autor
- Birgit Wentzien (* 1959), Leiterin des Hauptstadtstudios, SWR, ab April 2012 Chefredakteurin Deutschlandradio
- Christine Westermann (* 1948), Fernseh- und Radiomoderatorin (Die Drehscheibe, Zimmer frei!)
- Ulrich Wilhelm (* 1961), ehemaliger Intendant, Bayerischer Rundfunk